# 친타 라우라
루친타 라우라 킬(인도네시아어: Lucinta Laura Kiehl, 1993년 8월 17일 ~ )은 인도네시아의 배우, 가수, 모델이다.